# Funzioni di correlazione nel sonar con tavole sinottiche

Immagine oscilloscopica del picco di un segnale rivelato da un insieme di correlatori

Compendio di sei tavole sinottiche per le applicazioni delle funzioni di correlazione  nel sonar, tavole di rapida consultazione, strutturate sia in modo analitico che applicativo
L'esposizione analitica mostra il percorso teorico che genera le funzioni matematiche utilizzabili per il calcolo e il tracciamento delle curve di correlazione

## Tavole sinottiche

### Funzioni di correlazione tra segnali

#### Tavola nº1:  Segnali sinusoidali

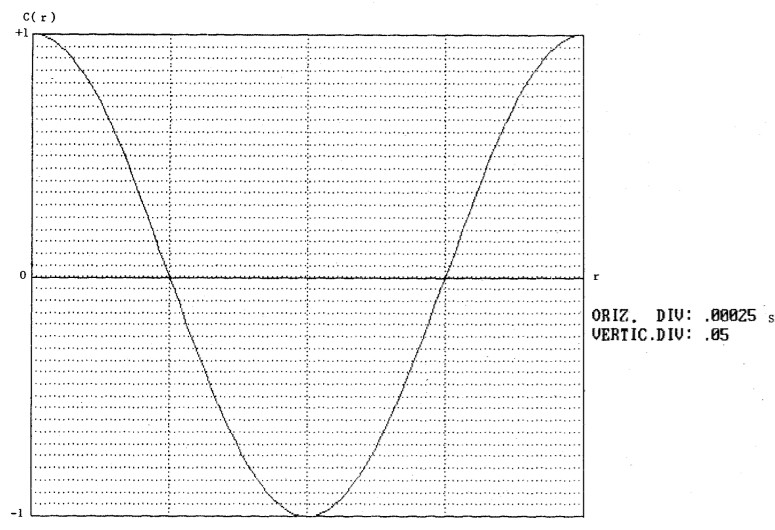
Curva di correlazione normalizzata calcolata per F = 1000 Hz

La tavola mostra l'algoritmo di correlazione di base
dal quale derivano tutte le procedere di calcolo della presente e di tutte le altre tavole:
{\displaystyle C(\tau )=1/To\int _{0}^{To}[f(t)]\cdot [f(t+\tau )]\,dt\ \ \ \ } 1)
posta nella 1) l'espressione del segnale sinusoidale  {\displaystyle f(t)=A\cdot \sin \omega \ t} si ha:
{\displaystyle C(\tau )\approx 1/To\int _{0}^{To}[A\cdot \sin \omega \ t]\cdot [A\cdot \sin \omega \ (t+\tau )]\,dt\approx (A^{2}/2)\cdot \cos \omega \ \tau \ \ \ \ } 2) 
Pertanto l'algoritmo di calcolo della 2), normalizzato,  è indicato come funzione di correlazione tra segnali sinusoidali: 
{\displaystyle C(\tau )=\cos \omega \ \tau \ \ \ \ } 3) 
nella 3).
{\displaystyle \omega =2\pi f} è la pulsazione angolare calcolabile per qualsiasi valore di frequenza {\displaystyle f} in Hz
{\displaystyle \tau } è il ritardo temporale in secondi.
Dalla curva si evince che i segnali sinusoidali sono correlati per  {\displaystyle \tau =0}, dove la curva presenta il suo massimo; 
i segnali sono completamente dissociati  per   {\displaystyle \tau =1/4\ f}         dove la curva taglia l'asse delle ascisse presentando uno zero.

#### Tavola nº2:  Segnali casuali in banda rettangolare 0-F

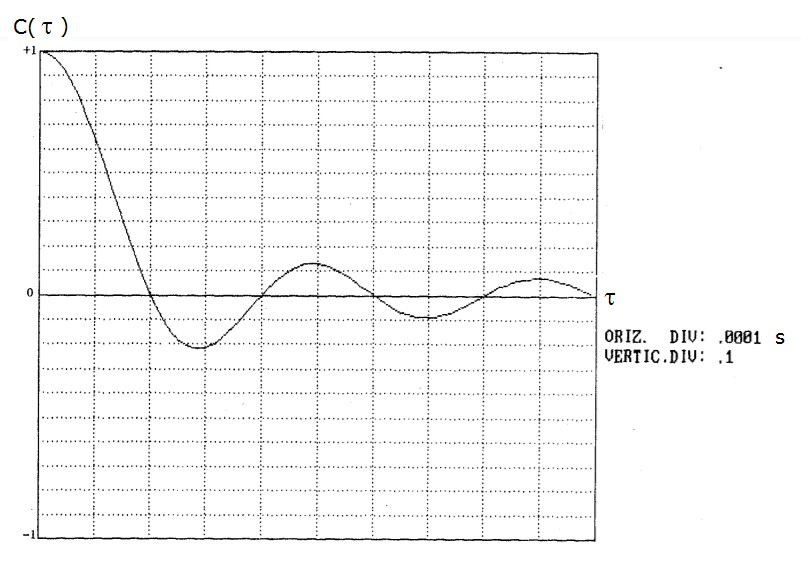
Curva di correlazione normalizzata calcolata per un segnale di rumore in banda 0-2500 Hz

La funzione di correlazione normalizzata di un segnale ad andamento casuale  , contenuto entro la banda rettangolare di frequenze compresa tra {\displaystyle 0\ e\ F} è data dall'integrale, nel campo della frequenza, della funzione di correlazione {\displaystyle \cos \ \omega \ \tau } del segnale sinusoidale:
{\displaystyle C(\tau )=\int _{0}^{F}[\cos \omega \tau ]\ \ df\ \ \ } sviluppando si ha:
{\displaystyle C(\tau )=\left[{\frac {\sin \ (2\cdot \pi \cdot F\cdot \tau ))}{(2\cdot \pi \cdot F\cdot \tau )}}\right]\ \ \ } 4).
L'andamento della 4), indicata come funzione di correlazione tra segnali di rumore in banda {\displaystyle 0-F} , è tracciata in figura per {\displaystyle F=2500\ Hz}, ha la forma della classica funzione 
{\displaystyle \operatorname {sen} \ (x)/x}
che al limite, per {\displaystyle x}  che tende a zero, tende ad uno.

#### Tavola nº3: Segnali casuali in banda rettangolare F1-F2

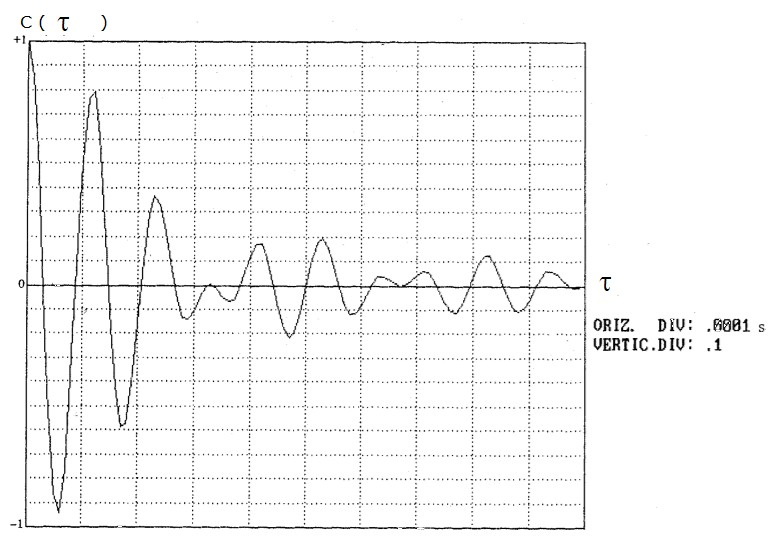
Curva di correlazione normalizzata calcolata per un segnale di rumore in banda 1000-7000 Hz

La funzione di correlazione normalizzata di un segnale ad andamento casuale, contenuto entro la banda di frequenze rettangolare compresa tra {\displaystyle F1\ e\ F2} è data dall'integrale, nel campo della frequenza, della funzione di correlazione {\displaystyle \cos \ \omega \ \tau } del segnale sinusoidale:
{\displaystyle C(\tau )=\int _{F1}^{F2}[\cos \omega \tau ]\ \ df\ \ \ } sviluppando si ha:
{\displaystyle C(\tau )=\left[{\frac {\sin \ (2\cdot \pi \cdot DF\cdot \tau )\cdot \cos \ (2\cdot \pi \cdot Fo\cdot \tau )}{(2\cdot \pi \cdot DF\cdot \tau )}}\right]\ \ \ } 5)
per {\displaystyle DF=(F2-F1)/2\ e\ Fo=(F2+F1)/2}
La 5) è indicata come funzione di correlazione tra segnali di rumore in banda F1-F2
L'andamento della {\displaystyle C(\tau )} nell'ipotesi di {\displaystyle F1=7000\ Hz\ e\ F2=10000\ Hz} con
{\displaystyle DF=(10000\ Hz{-}7000\ Hz)/2=1500\ Hz\ e\ Fo=(10000\ Hz+7000\ Hz)/2=8500\ Hz}
è riportato nel grafico di figura.
La curva mostra che la {\displaystyle C(\tau )}  è formata da un'onda a periodo relativamente elevato modulata da un'onda a periodo più basso; la prima dovuta al termine
{\displaystyle \cos \ (2\cdot \pi \cdot Fo\cdot \tau )}
la seconda dovuta al termine {\displaystyle \sin \ (2\cdot \pi \cdot DF\cdot \tau )/(2\cdot \pi \cdot DF\cdot \tau )}
Osservazioni
Dal tracciato si possono misurare i valori di {\displaystyle \tau } in cui si azzera la {\displaystyle C(\tau )} che definiscono i passaggi per l'asse delle ascisse della funzione del tempo che mostra l'oscillazione a frequenza maggiore; il primo zero si evidenzia per {\displaystyle \tau =29.4\ \mu s}, il secondo a {\displaystyle \tau =88.2\ \mu s}, e così via secondo la legge del coseno, la cui espressione è parte della 5).
Si hanno infatti gli zeri della 5) per tutti i valori di {\displaystyle \tau } che soddisfano alla relazione: {\displaystyle \cos \ (2\cdot \pi \cdot Fo\cdot \tau )=0}, cioè per {\displaystyle 2\cdot \pi \cdot Fo\cdot \tau =n\cdot \pi /2} , dove {\displaystyle n} è un intero dispari; caratteristico è il primo zero che si trova per {\displaystyle n=1\ \ \ }   a  {\displaystyle \tau =1/(4\cdot Fo)=1/(4\cdot 8500)=29.4\ \mu s} come abbiamo rilevato nel grafico.
Sempre nel tracciato si possono rilevare i valori in cui si azzera la {\displaystyle C(\tau )}  che costituiscono la parte caratteristica del termine "modulante" della 5): {\displaystyle \sin \ (2\cdot \pi \cdot DF\cdot \tau )=0} cioè per {\displaystyle (2\cdot \pi \cdot DF\cdot \tau )=n\cdot \pi } dove {\displaystyle n} è un intero; caratteristico è il primo zero che si trova per {\displaystyle n=1} {\displaystyle \tau =1/(2\cdot DF)=1/3000=333.333\mu s}
Il calcolo delle funzioni di correlazione in banda rettangolare di rumore può essere sviluppato anche per bande non rettangolari seguendo un processo di calcolo estremamente complesso 
.

#### Tavola nº4:  Segnali casuali limitati in ampiezza in banda rettangolare F1-F2

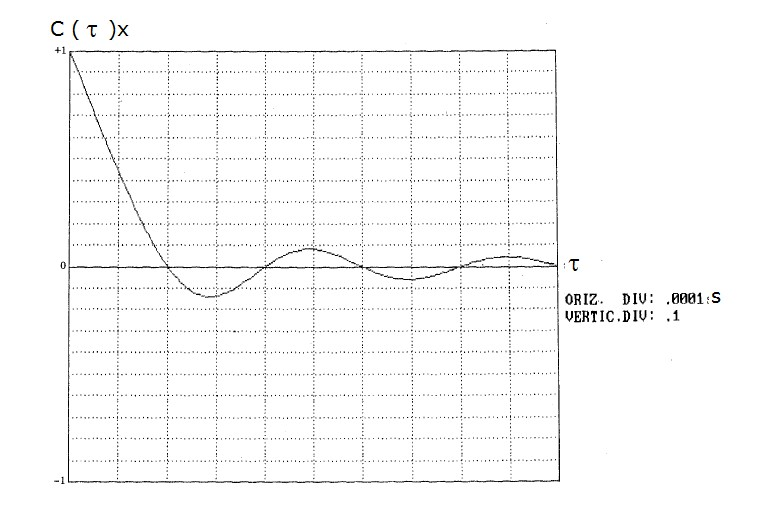
Curva di correlazione normalizzata calcolata per un segnale di rumore limitato d'ampiezza in banda 0-2500 Hz

Le funzioni di correlazione illustrate nelle tavole precedenti mostrano il legame di interdipendenza tra segnali a carattere analogico;
si deve a Van Vleck la loro trasformazione nel caso in cui i segnali non siano del tipo analogico ma limitati in ampiezza.
Van Vleck trasforma gli algoritmi trigonometrici in ciclometrici secondo i prospetto: 
{\displaystyle C(\tau )=\cos \omega \ \tau \ \ \ \ } 3) {\displaystyle \ \ \Downarrow }
{\displaystyle C(\tau )x=(2/\pi )\arcsin \ \cos \ (\omega \ \tau )\ \ \ } 6)
{\displaystyle C(\tau )=\left[{\frac {\sin \ (2\cdot \pi \cdot F\cdot \tau ))}{(2\cdot \pi \cdot F\cdot \tau )}}\right]\ \ \ } 4).{\displaystyle \ \ \Downarrow }
{\displaystyle C(\tau )x=(2/\pi )\ \arcsin \ [\sin \ (2\ \pi \cdot F1\cdot \tau )/(2\pi \cdot F1\cdot \tau )]\ \ \ } 7)
{\displaystyle C(\tau )=\left[{\frac {\sin \ (2\cdot \pi \cdot DF\cdot \tau )\cdot \cos \ (2\cdot \pi \cdot Fo\cdot \tau )}{(2\cdot \pi \cdot DF\cdot \tau )}}\right]\ \ \ } 5) {\displaystyle \Downarrow \ \ }
{\displaystyle C(\tau )x=(2/\pi )\cdot \arcsin \ \left[{\frac {\sin \ (2\cdot \pi \cdot DF\cdot \tau )\cdot \cos \ (2\cdot \pi \cdot Fo\cdot \tau )}{(2\cdot \pi \cdot DF\cdot \tau )}}\right]\ \ \ } 8)
In figura l'applicazione della 7) calcolata nella banda {\displaystyle 0-2500\ Hz}

### L’effetto del rumore nei processi di correlazione

#### Tavola nº 5: Rumore in uscita nel correlatore analogico
Il correlatore analogico

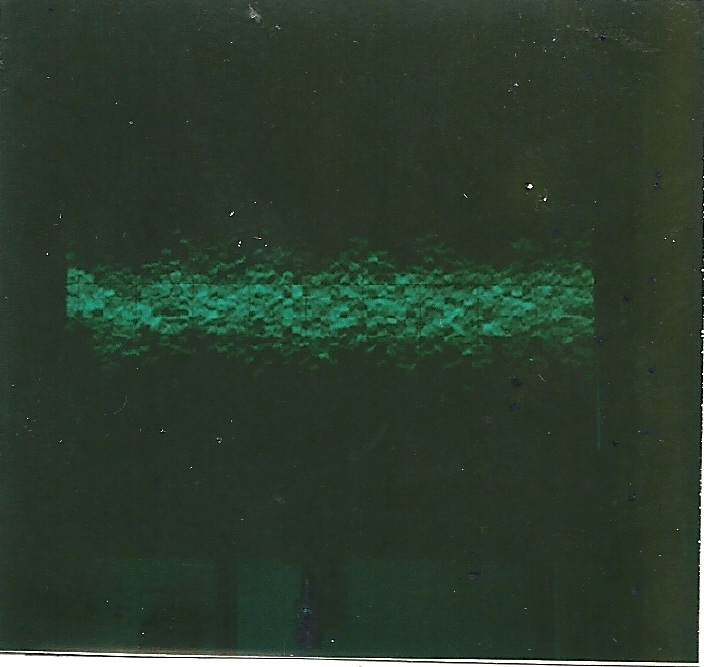
Vista oscilloscopica di rumore in uscita da un correlatore analogico

è un dispositivo tecnico studiato per ricavare le curve delle funzioni di correlazione nei casi esposti nella Tavole 1; 2; 3.
La valutazione del livello di rumore in uscita dal correlatore si ottiene impiegando l'algoritmo:
{\displaystyle Nu={\sqrt {[(Si^{2}+Ni^{2})^{2}+Si^{4}]/[4\ RC\ (F2-F1)]}}\ \ } 9)
le variabili: 
{\displaystyle Si} = ampiezza dei segnali d'ingresso al correlatore
{\displaystyle Ni} = ampiezza dei rumori d'ingresso al correlatore
{\displaystyle RC} = costante d'integrazione del correlatore
{\displaystyle F2-F1} = limiti della banda dei segnali

#### Tavola nº 6: Rumore in uscita del correlatore digitale
Il correlatore digitale

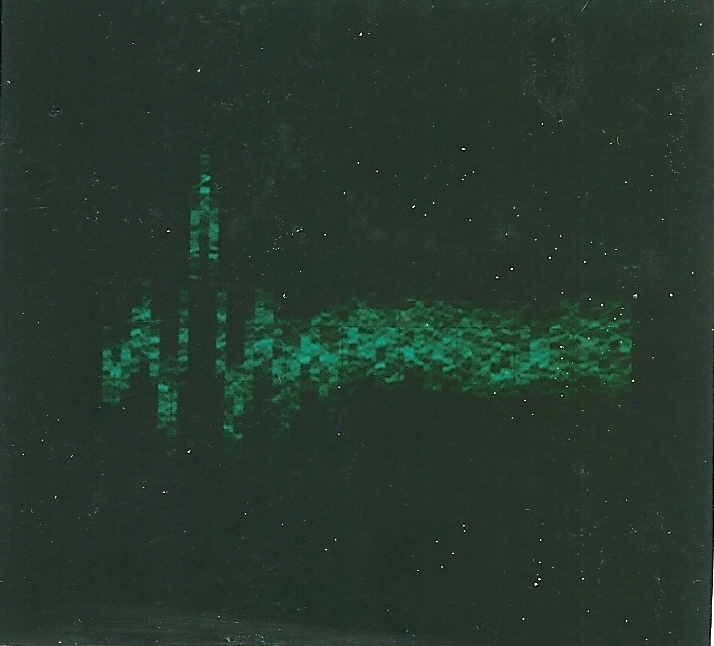
Vista oscilloscopica di una funzione di correlazione digitale inquinata dal rumore

è un dispositivo tecnico studiato per ricavare le curve delle funzioni di correlazione nel caso esposto nella Tavola 4.
La valutazione del livello di rumore in uscita si ottiene impiegando l'algoritmo :
{\displaystyle Nux=\left[{\frac {Val.}{\pi \cdot {\sqrt {(6/7)\cdot 4\cdot RC\cdot (F2-F1)}}}}\right]\ \ } 10)
per calcolare {\displaystyle Nux} in volt efficaci devono essere:
{\displaystyle RC} = costante di tempo d'integrazione in secondi
{\displaystyle F2-F1} = Larghezza di banda dei filtri di precorrelazione in Hertz
{\displaystyle Val.} = Tensione di alimentazione del correlatore in Vc.c.
Esempio di calcolo di {\displaystyle Nux}
Siano dati:
{\displaystyle F1=6000\ Hz}
{\displaystyle F2=9000\ Hz}
{\displaystyle RC=1\ s}
{\displaystyle Val.=15\ V}
si ha:
{\displaystyle Nux=\left[{\frac {15}{\pi \cdot {\sqrt {(6/7)\cdot 4\cdot 1\cdot (9000-6000)}}}}\right]=47\ mV} efficaci.